# Zbigniew Majchrowski
Zbigniew Majchrowski (ur. 5 lipca 1955 w Sopocie, zm. 21 grudnia 2023 w Gdańsku) – polski historyk literatury, krytyk teatralny i literacki.

## Życiorys
Urodził się w lekarskiej rodzinie Juliusza i Ewy z domu Rosłan. W 1973 ukończył I Liceum Ogólnokształcące w Gdańsku, następnie podjął studia polonistyczne na Uniwersytecie Gdańskim. Magisterium uzyskał w 1977 pod kierunkiem prof. Marii Janion. Po ukończeniu studiów podjął pracę w Instytucie Filologii Polskiej UG. W latach 1976–1979 brał udział w spotkaniach Grupy Sytuacyjnej Poetów i Artystów „Wspólność” i był członkiem redakcji luźno związanego z grupą pisma „Litteraria”. Doktorat uzyskał w 1986, zaś habilitował się w 1999. W 2002 otrzymał stanowisko profesora nadzwyczajnego na Uniwersytecie Gdańskim, a w 2007 tytuł naukowy profesora. W 2006 został kierownikiem utworzonego przez siebie Zakładu Antropologii Literatury i Krytyki Artystycznej w IFP UG.
W pracy badawczej zajmował się historią literatury (szczególnie poezji, dramatu, a także teatru) i kultury okresu romantyzmu oraz XX i XX w., później również problematyką pogranicza sztuk i antropologią. Artykuły, recenzje literackie i teatralne publikował m.in. w czasopismach „Dziennik Bałtycki”, „Poezja”, „Teksty”, „Dialog”, „Gazeta Gdańska”, „Tytuł”, „Teatr”, „Twórczość”, „Odra”, „Tygodnik Powszechny”, „Teksty Drugie”. Był członkiem redakcji serii Transgresje. Przygotowywał także podręczniki literatury polskiej dla szkół średnich. 
Od 1988 członek Gdańskiego Towarzystwa Naukowego, od 1991 Stowarzyszenia Pisarzy Polskich, od 1995 Polskiego Towarzystwa Szekspirowskiego, od 2007 Komitetu Nauk o Literaturze Polskiej Akademii Nauk, w latach 2009–2014 Rady Kultury Gdańskiej.
Od 1983 był mężem Joanny z domu Założyk, nauczycielki języka polskiego, ojciec Małgorzaty i Katarzyny.
Zmarł w Gdańsku, pochowany 29 grudnia 2023 na cmentarzu Srebrzysko (rejon IV, kwatera TAR I-2a-9).

## Odznaczenia
- Srebrny Krzyż Zasługi (7 maja 2020)[4]
- Medal Komisji Edukacji Narodowej (2009)[2]

## Nagrody i wyróżnienia
- nominacjay do Nagrody Literackiej Nike za pracę Cela Konrada: powracając do Mickiewicza (1999)[5]
- Pomorska Nagroda Artystyczna za rok 2021 w kategorii kreacje artystyczne za monografię Krypta Gustawa (2022)[2]